# Језични крајник
Језични крајник (лат. tonsilla lingualis) је лимфоидно ткиво смештено на корену језика. Састављено је од накупина лимфних чворића које се називају језични фоликули, а који су прекривени плочасто-слојевитим епителом. Овај крајник је најизраженији непосредно након рођења и почиње да атрофира већ у првим годинама живота. Код одраслох је сведен на пар мањих групица лимфних чворова.
Заједно са непчаним, тубним и жрелним крајницима он чини део тзв. Валдејеровог лимфатичног прстена (лат. annulus lymphaticus Waldeyer).